# Romano Magnaldi
Pour les articles homonymes, voir Magnaldi.
 (août 2013).
Si vous disposez d'ouvrages ou d'articles de référence ou si vous connaissez des sites web de qualité traitant du thème abordé ici, merci de compléter l'article en donnant les références utiles à sa vérifiabilité et en les liant à la section « Notes et références ».
Roman Magnaldi, nom de guerre Sandokan (Savone, 3 janvier 1928 - Murialdo, 5 avril 1945), est un résistant italien.

## Biographie
Né à Savone, le 3 janvier 1928, Romano Magnaldi a étudié au lycée classique Gabriello-Chiabrera dans cette ville. Pendant des représailles menées par les occupants nazis en avril 1945, il meurt à l'âge de dix-sept ans le 5 avril de la même année, seulement quelques jours avant la Libération italienne.

## Engagement dans la Résistance italienne
Dès l'âge de dix-sept ans, encore jeune étudiant au Lycée Gabriello Chiabrera de Savone, Romano Magnaldi décide de s'engager dans la Résistance italienne. Animé par les valeurs de liberté et d'égalité, en fait, il n'a pas hésité à prendre part aux violents combats qui ont opposé les forces de la Résistance de Savone et les occupants nazi-fascistes.
Seulement quelques mois après son arrivée dans les montagnes ligures, une attaque nazie lui coûtera la vie. Romano Magnaldi tombe au combat le 5 avril 1945 à Rocca de 'Murter' à Murialdo, dans les alentours de Savone.
Un rapport fait par "Bore" Panza Giovanni et "Nevada" GlatzAldo, respectivement chef et adjudant-chef du détachement de la Résistance "Revetria", raconte ainsi la chute du jeune Magnaldi:
«[...] Les volontaires Luna, Toni et Sandokan, ce dernier du Moroni, avaient attendu l'approche d'une équipe composée de 12 brigades noires avant de les attaquer, sauf qu'ils ont été avant repérés par l'ennemi désormais proche, ils recevaient ainsi plein éclats de Breda et d'autres armes automatiques. Le volontaire Luna a répondu avec Brem, Sandokan est blessé en premier. Ensuite Luna perd la vie dans le combat, peut être après avoir été fait prisonnier ou tout de suite tué au combat, la réalité est qu'il a été retrouvé dans un fossé couvert de balles. Lune, avait trois balles sur la tête et sur le pied droit, Toni avait été touché à la tête et au dos, Sandokan à la tête et un violent coup de fusil de tir sur sa poitrine où il y avait un gros hématome. La nuit dernière - vendredi 6  - avec une équipe de Moroni nous avons apporté les trois corps au cimetière Biestro, où ils seront enterrés. Le résistant Red est toujours blessé à Osiglia. Le détachement est retourné à ses activités normales.»

## La mémoire de Romano Magnaldi aujourd'hui
Chaque année, le premier samedi du mois d'avril, une commémoration à la mémoire de Romano Magnaldi est organisée au Lycée Classico Gabriello Chiabrera de Savone, où Romano était jeune étudiant lorsqu'il meurt pour la Libération italienne. Une plaque commémorative est apposée sur les murs du lycée, qui contient les mots suivants:

«Imitant ses copains

jeune héros pur

des salles de classe du Lycée

il s'engagea dans les rangs de la Résistance

et tomba en lutte pour la libération de l'Italie»

Romano Magnaldi a fait l'objet d'un film documentaire, "Souvenirs, lieux et la mémoire, un itinéraire historique et philosophique", créé en 2010 par des étudiants du Lycée Gabriello Chiabrera qui a été vainqueur du premier prix national  "XXV Aprile" décerné par le jury des « Archives nationales cinématographiques de la Résistance » à Turin dans le cadre de la septième édition du concours national «Filmer l'histoire».